# 盾苞藤
盾苞藤（学名：Neuropeltis racemosa）是旋花科盾苞藤属的植物。分布在缅甸、加里曼丹岛、马来半岛以及中国大陆的云南、广东等地，生长于海拔400米至1,100米的地区，多生长于沟谷密林或灌丛中，目前尚未由人工引种栽培。